# Бурденски, Герберт
Ге́рберт Бурде́нски (нем. Herbert Burdenski; 19 мая 1922, Гельзенкирхен, Германия — 15 сентября 2001, Гельзенкирхен, Германия) — немецкий футболист и тренер. Выступал на позиции полузащитника.

## Карьера
Бурденски начал карьеру в «Эрле 08» из Гельзенкирхена. В 1935 году он был приглашён в «Шальке 04» Эрнстом Куцоррой. Бурденски стал частью команды, выиграв с клубом чемпионаты Германии 1940 и 1942 годов.
В 1949 году Бурденски был спортивным учителем в Бремене. Когда чемпионат Германии возобновился Бурденски подписал контракт с бременским «Вердером». 22 ноября 1950 года Герберт Бурденски забил гол в первом для сборной Германии матче после второй мировой войны в ворота сборной Швейцарии. Всего Бурденски сыграл 5 матчей за сборную Германии и забил 2 гола.
После окончания карьеры футболиста Бурденски тренировал эссенский «Рот-Вайсс», дортмундскую «Боруссию», бременский «Вердер», «Дуйсбург», «Хорст-Эмшер», «Вупперталь» и «Вестфалию 04». «Рот-Вайсс» и «Боруссия» вылетали во Вторую Бундеслигу под руководством Бурденски.
Главным образом футбольная жизнь Бурденски связана с «Шальке 04». После сезона 2010/11 Бурденски был добавлен в зал славы «Шальке 04» вместе с Марсело Бордоном.

## Личная жизнь
Герберт Бурденски отец известного футболиста Дитера Бурденски. В сезоне 1975/76 Герберт и Дитер Бурденски находились в одном клубе, «Вердере». Герберт тренировал клуб, Дитер за него играл. Дитер сыграл 22 из 34 матчей Бундеслиги под руководством своего отца и тренера Герберта Бурденски.
В феврале 1976 года «Вердер» уволил Герберта Бурденски из-за неудовлетворительных результатов в чемпионате.